# Zavolžskij rajon (Oblast' di Ivanovo)
Lo Zavolžskij rajon (in russo Заволжский район?) è un rajon dell'Oblast' di Ivanovo, nella Russia europea; il capoluogo è Zavolžsk. Ricopre una superficie di 1.140 chilometri quadrati e nel 2010 ospitava una popolazione di circa 17.000 abitanti.